# Arenaria ludlowii
Arenaria ludlowii là loài thực vật có hoa thuộc họ Cẩm chướng. Loài này được H.Hara mô tả khoa học đầu tiên năm 1976.